# 真地勇志
真地勇志（日语：／ Machi Yūji，1962年8月8日—），日本男性配音員、旁白。出身於神奈川縣川崎市。青二Production所屬。身高173cm。血型A型。

## 來歷
中學時期憧憬李小龍與空手道電影，因此想當動作演員，加入倉田動作俱樂部併設的兒童劇團，成為後來的東映動作俱樂部第1屆學生。功夫電影不再流行後，一度轉向特技演員，但最後還是選擇在桐朋學園短期大學演劇科專攻演劇。1983年桐朋學園短期大學畢業後加入岩淵Group （页面存档备份，存于）所屬。1988年起所屬青二Production。
2021年1月26日，為了治療聲帶，他休息了大約一個月。
已經去世的綠川稔、田中信夫的一些角色都由真地繼承。

## 人物
主要活躍旁白解說的工作。以明朗爽快的言語多次在綜藝節目擔任，一方面長年在《News JAPAN》負責嚴肅場面的報導較多。
暱稱。
妻子是漫畫家水縞融。

## 交友關係
與同樣在TBS節目《日立 發現世界不可思議的地方！》出演的藝人、模特兒濱島直子是不分公私的業界夥伴。

## 演出
粗體字表示主要角色。

### 電視動畫
1988年
- 奇天烈大百科（釣客、惡黨、熊田、幹事、代教師傅、八五郎、古物南、辯士、支配人、神父）

1989年
- 惡魔君（廣志的父親）
- 勇者鬥惡龍 勇者阿貝爾傳說（哈根）

1990年
- 七龍珠Z（醫生、亞普魯、那美克星戰士、弗利沙的部下<克兰贝里>）
- 神通小精靈（棒、男、滑雪板・右、寧代的父親、秘書、左）

1991年
- 蓋特機器人號
- 校園七大不可思議神秘事件（日语：ハイスクールミステリー学園七不思議）（山本老師、千草綾子的父親）

1992年
- 元氣爆發伏魔金剛（男）
- 小小男子漢（鳳凰人、一郎）
- 美少女戰士（月野謙之）

1994年
- 麵包超人（葫蘆弟弟）
- 超變身俏妞（日语：超くせになりそう）（熊吉、野坂昭的父親、德川、導師）

1995年
- 動畫世界的童話（日语：世界名作童話シリーズ ワ〜ォ!メルヘン王国）（戒指精靈、鏡子）

1997年
- 天才小魚郎（風間岳弘[10]）

1998年
- 天才小魚郎RV（風間岳弘、船客）

1999年
- 週刊故事樂園（日语：週刊ストーリーランド）（兒子）

2000年
- 週刊故事樂園（旁白）

2008年
- 西洋骨董洋菓子店 ～Antique～（廣播）

2009年
- 骷髏13 (2008年版)（馬爾可）

2015年
- 那就是聲優！（真地勇志）

2017年
- 鬼燈的冷徹 第貳期（2017年－2018年，旁白）2作品

### 電影動畫
1990年
- 七龍珠Z：地球超級大決戰（戴兹）
- （斯魯巴的部下D）

1992年
- 鐵拳對鋼拳（武藤）

1993年
- 三國志 第二部 燃燒的長江！（曹洪）

1994年
- 三國志 完結篇 遼闊的大地（張苞）
- 灌籃高手：稱霸全國！櫻木花道（日语：スラムダンク 全国制覇だ! 桜木花道）（伍代友和）

2010年
- 名偵探柯南：天空的遇難船（水川正輝）

2015年
- 櫻桃小丸子：來自義大利的少年（馬爾可）

### OVA
1990年
- 信箱中的明天（日语：ポストの中の明日）

1991年
- 銀河英雄傳說（德瑞溫茲）
- 含羞草（教師）
- 帝都物語（弟子）
- 星屑樂園（日语：星くずパラダイス）（主持人）
- 迷走王BORDER 社會賦歸篇（日语：迷走王ボーダー）（木村）

1993年
- 創龍傳（ミューロン）

1994年
- 我們的意亂情迷不歸路（日语：ぼくはこのまま帰らない）（店長）
- 幽幻怪社（佐野）

1995年
- 超時空世紀歐卡司02（菲爾蒙）

1996年
- BRONZE ZETSUAI since 1989（日语：絶愛-1989-）（南條廣瀨）

### 遊戲
1993年
- 魔物獵人妖子 ～遠方來的呼聲～（科爾特）

1995年
- TV Animation 灌籃高手2 IH預賽完全版!!（日语：テレビアニメ スラムダンク2 IH予選完全版!!）（伍代友和）[注 2]

2000年
- 快打旋風EX3（日语：ストリートファイターEX）（艾斯（日语：エース (ストリートファイター)））

2004年
- 超人力霸王 Fighting Evolution 3（日语：ウルトラマン Fighting Evolution）（迪卡、邪惡迪卡、旁白）
- 空戰奇兵5 未被歌頌的戰爭（Briefing旁白）
- 鐵人28號（旁白）

2005年
- 超人力霸王 Fighting Evolution Rebirth（日语：ウルトラマン Fighting_Evolution#ウルトラマン Fighting_Evolution Rebirth）（超人力霸王迪迦）

2007年
- 七龍珠Z Sparking！NEO（日语：ドラゴンボールZ Sparking! NEO）（亞普魯）[注 3]
- 七龍珠Z Sparking！METEOR（日语：ドラゴンボールZ Sparking! METEOR）（亞普魯）

2012年
- 七龍珠群雄（戴兹）

2013年
- 七龍珠 究極任務（戴兹）

2014年
- 七龍珠 究極任務2（戴兹）

2016年
- 超級七龍珠群雄（戴兹）

2017年
- 七龍珠 究極任務X（戴兹）

2019年
- 超級七龍珠群雄 世界任務（戴兹）

### 廣播劇CD
- INFERIUS惑星戰史外傳 CONDITION GREEN（日语：インフェリウス惑星戦史外伝 CONDITION GREEN）（泰布羅斯）

### 外語配音

#### 電影／電視影集
| 作品年份 | 作品名稱                             | 配演角色                               | 演員               | 媒介                         |
| -------- | ------------------------------------ | -------------------------------------- | ------------------ | ---------------------------- |
| 1975     | 大白鯊                               | －                                     | －                 | TBS版                        |
| 1986     | 舞警情緣                             | 喬                                     | 祖德·萊茵霍爾德    | 東京電視台版                 |
| 1987     | 驚異傳奇                             | 艾瑞克·大衛·彼得森                     | 派屈克·史威茲      | 電視播出版                   |
| 1987     | 鬼使神差                             | 曼森·貝勒                              | 丹尼斯・鮑茲卡瑞斯 | 富士電視台版／BD收錄         |
| 1987     | 早安越南                             | Steven Hauk少尉                        | Bruno Kirby        | 富士電視台版                 |
| 1988     | 終極警探                             | Tony                                   | Andreas Wisniewski | 富士電視台版／Blu-rayBOX收錄 |
| 1988     | 控訴                                 | Kenneth Joyce                          | Bernie Coulson     | 富士電視台版                 |
| 1988     | 笑彈龍虎榜                           | －                                     | －                 | TBS版                        |
| 1989     | 魔鬼剋星2                            | 伊根·史賓格勒博士                      | 哈羅德·雷米斯      | 富士電視台版／Blu-rayBOX收錄 |
| 1990     | 救護車                               | 假救護車駕駛                           | Matt Norklun       | 東京電視台版／BD&DVD收錄     |
| 1990     | 麻雀變鳳凰                           | David Morse                            | Alex Hyde-White    | 朝日電視台版                 |
| 1990     | 少壯屠龍陣2                          | Dave Rudabaugh                         | 克利斯汀·史萊特    | 富士電視台版                 |
| 1991     | 假日少女情                           | Gus Brandon                            | John Getz          | －                           |
| 1991     | 魔鬼終結者2：審判日                  | T-1000被搶奪的警官、黑人青年 等        | －                 | 富士電視台版／BD收錄         |
| 1991     | 情人救命                             | James Lew                              | 黃榮亮             | 東京電視台版                 |
| 1992     | 神勇搭檔                             | Harry Kojimoto                         | 羅德尼·影山        | WOWOW版                      |
| 1992     | 母子威龍                             | －                                     | －                 | 富士電視台版                 |
| 1992     | 水舞                                 | Raymond Hill                           | 衛斯里·史奈普      | －                           |
| 1992     | 小鬼當家2                            | Jeff McCallister川普飯店的劇中廣告旁白 | 麥克·馬隆納－      | 影碟版本                     |
| 1992     | 女人香                               | George Willis                          | 菲臘·西摩·荷夫曼   | －                           |
| 1993     | 太空遊俠                             | 丹尼爾·金凱德                          | 丹尼·奎恩          | VHS版本／NHK播出             |
| 1993     | 少年印第安那瓊斯年譜                 | －                                     | －                 | 朝日電視台版                 |
| 1993     | 鬼面公僕3                            | －                                     | －                 | 東京電視台版                 |
| 1993     | 旭日東昇                             | Masao Ishihara                         | Stan Egi           | －                           |
| 1993     | X檔案                                | Glen Chao刑事                          | B. D. Wong         | 影碟版本                     |
| 1993     | 世紀的哭泣                           | Chip                                   | Lawrence Monoson   | VHS版本                      |
| 1993     | 新超人 (第1季)                       | 吉米·奧爾森                            | 邁克·蘭德斯        | －                           |
| 1994     | 第一夫人的保鏢                       | Joe Spector                            | James Lally        | －                           |
| 1994     | 捍衛戰警                             | 記者、保鑣、新聞主播2 等               | －                 | 影碟版本                     |
| 1994     | 肖申克的救贖                         | Tommy Williams                         | 吉爾·貝羅斯        | DVD版本                      |
| 1994     | 星際之門                             | Brown中尉                              | Derek Webster      | 影碟版本                     |
| 1994     | 森林王子                             | 約翰·威爾金斯                          | 傑森·弗萊明        | 機內上映版本                 |
| 1995     | 赤色風暴                             | 丹尼·瑞威蒂                            | 丹尼·努奇          | 影碟版本                     |
| 1995     | 金剛戰士 The Movie：Secrets Revealed | 傑森·法蘭克理查·博蘭德                 | －                 | [ 注 7 ]                     |
| 1995     | 金剛戰士 The Movie                   | 湯米·奧利佛／白衣戰士                  | 傑森·大衛·法蘭克   | －                           |
| 1995     | 9月懷胎                              | 阿尼                                   | 查爾斯·馬爾蒂內    | VHS版本                      |
| 1995     | 七宗罪                               | 大衛·米爾斯                            | 布萊德·彼特        | 富士電視台版                 |
| 1996     | 一路響叮噹                           | －                                     | －                 | 影碟版本                     |
| 1997     | 捍衛戰警2：喋血巡洋                  | Dante                                  | Royale Watkins     | 影碟版本                     |
| 1999     | 對面惡女看過來                       | Morgan老師                             | Daryl Mitchell     | －                           |

#### 動畫
- 蝙蝠俠（タイガラス）
- 巴斯光年的星際使命（片頭旁白）
- 地球超人（Kwame〈LeVar Burton〉）
- 獅子王2：辛巴的荣耀（Nuka〈安迪·迪克〉）
- 辛普森一家（Lyle Dylandy）

### 特攝影集
1993年
- 電光超人古立特（旁白）

1996年
- 超人力霸王迪卡（迪卡的聲音、第3話劇中電視節目旁白）

1997年
- 超人力霸王帝納（旁白）

1998年
- 超人力霸王迪卡&帝納 光之星的戰士（日语：ウルトラマンティガ&ウルトラマンダイナ 光の星の戦士たち）（迪卡的聲音）
- 超人力霸王蓋亞（第1、25話的實況廣播）

1999年
- 超人力霸王迪卡、帝納&蓋亞 超時空大決戰（日语：ウルトラマンティガ・ウルトラマンダイナ&ウルトラマンガイア 超時空の大決戦）（迪卡的聲音[注 8]）

2001年
- 超人力霸王迪卡 遠古復甦的巨人（日语：ウルトラマンティガ外伝 古代に蘇る巨人）（旁白、迪卡的聲音、通信聲音）
- 超人力霸王迪卡 ～光的孩子門～（日语：ウルトラマンティガ〜光の子供たちへ〜）（旁白）

2011年
- 超人力霸王列傳（第1、5、13話旁白）

### 旁白

#### 電視節目
富士電視台
- 戀愛巴士
  - 戀愛巴士2
  - SMAP×SMAP－『戀愛巴士』戲仿單元播出。
- 江原啓之特輯 來自天國的信（日语：江原啓之スペシャル 天国からの手紙）
- News JAPAN
- 塔摩利的VOCABULA天國（日语：ボキャブラ天国）（負責「超」、「新」、「黃金」、「全家福」、「續」、「唱歌」等登場主要角色介紹）
- 花樣少年少女～美男♂學園～ 第五話一部分
- 爆笑紅地毯特輯（日语：爆笑レッドカーペット）

日本電視網
- 日本電視台
  - 史無前例！惡整藝人大讚賞（日语：うわっ!ダマされた大賞）
  - KASUPE！（日语：火曜スペシャル） 世界奇蹟實驗室
  - SUPER SURPRISE（日语：SUPER SURPRISE）
  - 24小時電視 「愛心救地球」
  - 任誰都會波瀾爆笑（日语：誰だって波瀾爆笑）
  - 千奇百趣大挑戰

- 讀賣電視台
  - 回來了！料理東西軍
  - 東西軍旅行團（日语：ニッポン旅×旅ショー）
  - 日本大國民
  - 你的名字SHOW（日语：アナタの名字SHOW）

朝日電視台
- 阿Q猜謎王（日语：クイズプレゼンバラエティー Qさま!!）劇場 讓葉加瀨太郎來教你！世界驚人的音樂家 音樂博士3
- 志村健美食旅遊精選（日语：志村けんの激ウマ列島）

TBS
- 秋刀魚的超級機關TV（日语：さんまのSUPERからくりTV）
- 發現！99（日语：ディスカバ!99）
- 中居大師說
- 日立 發現世界不可思議的地方！（日语：日立 世界・ふしぎ発見!）
- （2010年3月25日）
- 新·情報7days News Caster（日语：情報7daysニュースキャスター）
- 林修的歷史之謎
  - 德川家的260年之謎 揭曉埋藏在地底的3000億財寶特輯（2016年12月21日）
  - 林修的歷史之謎 德川家的260年之謎 發現埋藏在地底的3000億財寶 最終決戰SP（2017年5月6日）
  - 「林修的歷史之謎」～新說！德川家的財寶競埋在東京灣!?～（2017年11月15日）
  - 林修的歷史之謎 世界2大黃金傳說大發現！新說！德川家的財寶&克麗奧佩脫拉七世之墓（2018年1月3日）
- （2018年5月27日，與HBC北海道放送共同製作）
- 全明星感謝祭
- 關口宏的東京友好樂園 7月劇大集合SP!!（日语：関口宏の東京フレンドパーク）
- （2019年1月5日）

東京電視網
- 東京電視台
  - 中山道（日语：中山道 (テレビ番組)）
  - 週六特輯（日语：土曜スペシャル (テレビ東京)）
  - （2018年6月19日）

- BS JAPAN
  - 時裝通信（日语：ファッション通信）

NHK系列
- NHK綜合
  - 歷史秘話（配音演出）

- NHK BS Premium

其它電視台
- 超人力霸王情報局（日语：ウルトラ情報局）（CS衛星）
- NST開台45週年紀念特別節目 （NST／新潟綜合電視台，2012年）

#### 廣告
- 超人力霸王 Fighting Evolution 3（日语：ウルトラマン Fighting Evolution）
- 變形金剛 電視廣告
- 超級變形金剛 電視廣告
- 神奇寶貝 保育家風湧篇 電視廣告
- 神奇寶貝 白金版 電視廣告

### 廣告
- 任天堂『瑪利歐派對』（1998年）

## 書籍
- （2016年，角川書店）

## 腳註

## 外部連結
- 青二Production公式官網的聲優簡介 （页面存档备份，存于） （日語）